# ارنست فون آلتهاوس
ارنست فون آلتهاوس (به آلمانی: Ernst von Althaus) (۱۹ مارس ۱۸۹۰ – ۲۹ نوامبر ۱۹۴۶) خلبان تک‌خال آلمانی در جنگ جهانی اول بود که ۹ پیروزی هوایی به دست آورد و نشان‌های عالی پور لو مریت و صلیب آهنین را دریافت کرد.

## زندگی
ارنست فون آلتهاوس روز ۱۹ مارس سال ۱۸۹۰ در کوبورک در پادشاهی بایرن زاده شد. پدرش آجودان هرتسوک زاکسن-کوبرک و گوتا بود. در شانزده سالگی به هنگ ۱ سلطنتی هوسار زاکسن پیوست. سال ۱۹۱۱ به درجه ستوان دوم ترفیع گرفت. سه سال بعد جنگ جهانی اول آغاز شد و هنگ او بلافاصله وارد میدان رزم شد. فون آلتهاوس روز ۲۷ ژانویه سال ۱۹۱۵ صلیب شوالیه نشان سنت هاینریش زاکسن و نشان صلیب آهنین درجه دو را به جهت نشان دادن شجاعت در آوردگاه دریافت کرد.
فون آلتهاوس روز ۴ آوریل سال ۱۹۱۵ به نیروی هوایی امپراتوری آلمان منتقل شد. پس از تکمیل دوره آموزشی، روز ۶ اوت به درجه ستوان یکم ترفیع گرفت. روز ۲۰ سپتامبر در یگان ۲۳ هوایی قرار گرفت. مکرراً با گروه‌های رزمی مختلف عمل می‌کرد. نخستین پیروزی هوایی فون آلتهاوس روز ۳ سپتامبر سال ۱۹۱۵ با سرنگون کردن یک هواگرد بریتانیایی بی‌ایی-۲سی در غرب روآ در ۱۰۰ کیلومتری شمال شرقی پاریس، رقم خورد. دومین پیروزی او روز ۲ فوریه سال ۱۹۱۶ بر یک هواگرد فرانسوی ووآزان (Fr) حاصل شد. فون آلتهاوس روز ۲۶ فوریه یک هواگرد دیگر بی‌ایی-۲ را نیز سرنگون کرد. با سرنگون شدن یک هواگرد کولدرون ژه. ۴ در روز ۱۹ مارس شمار پیروزی‌های هوایی او به چهار مورد رسید. فون آلتهاوس دستاوردهای خود را روز ۳۰ آوریل هنگام گشت‌زنی بر فراز سان می‌یل، با سرنگون کردن یک هواگرد فرانسوی فارمَن ادامه داد. روز پایانی ماه آوریل پیروزهای هوایی خود را به پنج مورد رساند و خود در درگیری با هواگرد دیگری از ناحیه پا زخمی شد. او را برای درمان به بیمارستان بردند. آن‌جا با پرستاری آشنا شد که با او ازدواج کرد.
فون آلتهاوس پس از دوره نقاهت به یگان خود بازگشت و نشان درجه یک صلیب آهنین و صلیب شوالیه با شمشیرهای نشان خاندان سلطنتی هوهنت‌سولرن به او اعطا شد. فون آلتهاوس روز ۲۱ ژوئیه سال ۱۹۱۶ مفتخر به دریافت نشان عالی پور لو مریت شد. روز بعد هشتمین پیروزی هوایی را کسب کرد. به پرواز با یگان خود ادامه داد تا این که روز ۴ مارس سال ۱۹۱۷ مجدداً در رزمگاه زخم برداشت.
فون آلتهاوس پس از مدتی بازیابی، به اسکادران ۱۴ شکاری (یاشتا ۱۴) منتقل شد. اندکی بعد به انتخاب مانفرد فون ریشتهوفن، تک‌خال نامدار، به فرماندهی اسکادران ۱۰ شکاری (یاشتا ۱۰) رسید. در این اسکادران با هواگرد آلباتروس دی.۵ پرواز می‌کرد. آخرین پیروزی تأیید شده فون آلتهاوس با سرنگون کردن یک هواگرد بریتانیایی ساپ‌ویث کمل در روز ۲۴ ژوئیه ۱۹۱۷ ثبت شد. یک ماه بعد با دچار شدن به ضعف قوه بینایی فرماندهی اسکادران ۱۰ شکاری را به ورنر فوس سپرد. علاوه بر ۹ پیروزی هوایی تأیید شده، ۸ مورد پیروزی هوایی دیگر تأیید نشده نیز به فون آلتهاوس نسبت داده می‌شود.
فون آلتهاوس برای مدتی عهده‌دار فرماندهی دانشکده ۲ شکاری بود اما شرایط بینایی او رو به وخامت رفت. دوباره به خدمت در نیروی زمینی بازگشت و یک گروهان پیاده‌نظام را در ناحیه وردون فرماندهی کرد. فون آلتهاوس روز ۱۸ اکتبر سال ۱۹۱۸ به اسارت نیروهای آمریکایی درآمد. تا پایان ماه سپتامبر سال ۱۹۱۹ در اردوگاه اسرا بود.
فون آلتهاوس پس از جنگ وارد دنیای حقوق شد و حرفه وکالت پیشه کرد. به هر حال سال ۱۹۳۷ کاملاً نابینا شد. با این وجود به تحصیل در رشته حقوق ادامه داد و در دوره جنگ جهانی دوم به عنوان مدیر دادگاه منطقه برلین منصوب شد. پس از جنگ مدتی کوتاهی به عنوان مترجم با متفقین همکاری کرد. ارنست فون آلتهاوس در نهایت پس از بیماری کوتاه روز ۲۹ نوامبر سال ۱۹۴۶ درگذشت.